# Gåsören, Lovisa
Gåsören är en ö i Finland. Den ligger i Finska viken och i kommunen Lovisa i landskapet Nyland, i den södra delen av landet. Ön ligger omkring 66 kilometer öster om Helsingfors.
Öns area är 2,7 hektar och dess största längd är 0,7 kilometer i sydöst-nordvästlig riktning.